# Deadmau5 Circa 1998–2002
Deadmau5 Circa 1998–2002 je kompilační album kanadského interpreta elektronické taneční hudby, Deadmau5e vydané pod jménem Halcyon441 na jeho SectionZ stránce. Je to kolekce jeho skladeb, které vytvořil v období přibližně 1998–2002, jak název napovídá.

## Seznam skladeb
| Pořadí         | Název                       | Délka   |
| -------------- | --------------------------- | ------- |
| 1.             | Xeogenesis                  | 7:17    |
| 2.             | Another Mistake             | 3:47    |
| 3.             | Dig This                    | 5:52    |
| 4.             | Drifting Away               | 4:57    |
| 5.             | Reakt (Version 0.5_beta)    | 6:11    |
| 6.             | Section Z                   | 7:39    |
| 7.             | Washed                      | 2:29    |
| 8.             | Mentasmic                   | 5:54    |
| 9.             | Do It Again                 | 3:55    |
| 10.            | I Don't Want No Other       | 5:31    |
| 11.            | Good Karma                  | 4:29    |
| 12.            | No Title                    | 2:45    |
| 13.            | The Big Difference          | 2:42    |
| 14.            | Elephants on the Loose      | 3:05    |
| 15.            | Obsidian (Halcyon441 Remix) | 6:21    |
| 16.            | Mental Image (Trance Remix) | 7:26    |
| 17.            | Hiatus Fantasy              | 13:20   |
| 18.            | How to Flame                | 4:54    |
| 19.            | Release v288                | 4:01    |
| 20.            | Screen Door                 | 4:42    |
| 21.            | Superlover                  | 4:45    |
| 22.            | My Opinion                  | 6:13    |
| 23.            | Feelin' Fresh               | 8:18    |
| 24.            | Aural Psynapse              | 8:18    |
| 25.            | The Oshawa Connection       | 3:53    |
| 26.            | Milk                        | 1:28    |
| 27.            | Intelstat                   | 6:49    |
| 28.            | Audro (Viscosity Remix)     | 6:14    |
| 29.            | Cafe del Spain              | 4:30    |
| 30.            | Bored of Canada             | 1:50    |
| 31.            | American Slushie            | 2:51    |
| 32.            | Long Walk Off a Short Pier  | 3:47    |
| 33.            | Homeland Security           | 2:17    |
| 34.            | Hello Sugar                 | 3:32    |
| 35.            | Uploadin' and Downloadin    | 0:42    |
| Celková délka: | Celková délka:              | 2:52:44 |